# 臺北市政府交通局
臺北市政府交通局（簡稱臺北市交通局、北市交通局），1988年成立，是臺北市政府所屬一級機關，負責臺北市轄內交通相關之執行與規劃。

## 歷史沿革
1973年5月，臺北市政府交通局成立，原臺北市政府建設局交通科與臺北市觀光事業管理處、臺北市公共汽車管理處、臺北市監理所、臺北市汽車駕駛訓練中心改隸臺北市政府交通局。
1974年3月，臺北市政府交通局裁撤，交通運輸業務分散於臺北市政府建設局、臺北市政府警察局及臺北市政府工務局等單位。
1988年3月1日，臺北市政府交通局恢復設立，原隸屬於臺北市政府建設局之臺北市監理處同時改隸交通局。為了加強推展運輸規劃業務機能，1998年9月1日臺北市政府交通局第一科改為「運輸規劃室」，同年7月16日臺北市政府交通局依據《道路交通管理處罰條例》規定成立「臺北市交通事件裁決所」。
2004年1月1日，大都會客運成立，延續經營臺北市公共汽車管理處既有路線；臺北市公共汽車管理處各項業務均由臺北市政府交通局概括承受。
2007年9月11日，臺北市政府交通局第四科（職掌觀光旅遊業務）移撥臺北市政府觀光傳播局。
2008年7月1日，臺北市政府交通局組織修編，第一科至第五科暨運輸規劃室調整為「綜合規劃科」、「交通治理科」、「運輸管理科」、「交通安全科」、「運輸資訊科」，另新成立「臺北市公共運輸處」，並裁併「臺北市汽車駕駛訓練中心」暨「臺北市車輛行車事故鑑定委員會」，計精簡專任49人、兼任33人。
2012年1月1日，臺北市監理處改隸交通部公路總局，改為「交通部公路總局臺北市區監理所」。

## 爭議
- 2020年11月20日17時，台灣機車路權促進會不滿交通局8月於塔城街、鄭州路口強制機慢車兩段式左轉（懸掛「遵20」標誌），發起「待轉大富翁」活動，號召支持者參與，以「兩段式轉彎」方式凸顯「待轉車」與「右轉車」車流交織導致的危險。此事件造成周圍交通打結，引起其他民眾討論、媒體報導；批踢踢實業坊（PTT）《biker》板、《Superbike》板、《Gossiping》板鄉民發文討論，並有正反雙方意見交流；Facebook《台灣機車路權研討社》社團也針對此事件有廣泛之討論。
- 2022年5月21日，網路創作者（Youtuber）Cheap拍攝影片[1]，痛批交通局不尊重創作者與打壓機車路權，還明文說出「機車應禮讓大小客車」的歧視用語。影片一出網友一面倒批評交通局「帶頭歧視騎士」，也引起批踢踢實業坊（PTT）《Gossiping》板（八卦板）與biker板（機車板）網友討論；台灣機車路權促進會[2]與Facebook社團《台灣機車路權研討社》也有相關討論。隨後台北市交通局對此回應並沒有做出歧視機車族的行為，強調「一切都是公關公司與cheap溝通出問題的責任」[3]，再度被批評「次元切割」。
- 2022年6月8日，無黨籍台北市議員吳崢，於臉書爆料PTT批踢踢實業坊帳號「sinju1204」，經查確認為交通局公共運輸處員工，曾發表過歧視機車族的言論，例如：「重機族群是整鍋老鼠屎，沒幾粒白米好嗎?」、「呵呵，聽得進去就不是機車騎士了」、「不強制二段式，你這些習慣違規的機車會乖乖去二段式？ 摸摸自己的LP 根本不可能」。此段言論被民眾認為交通局偏頗言論，恐有違行政中立。

## 組織架構

### 局本部
- 局長
- 副局長
- 主任秘書

### 內部單位
- 綜合規劃科：交通運輸政策之研究釐訂、運輸系統綜合規劃、施政工作計畫稽核與管考及運輸資料蒐集分析等事項。
- 交通治理科：重要工程施工期間交通維持計畫之審議督導暨道安工作運作與執行、交通管制工程、停車場設施之規劃、設計、興建、運作等工作之督導及其他有關交通執法之督導等事項。
- 運輸管理科：公共運輸督導管理事項、路政、車輛動員、駕駛人訓練、汽車運輸業、大眾捷運、藍色公路營運及公有大眾捷運系統財產等督導管理事項。
- 交通安全科：道路交通安全宣導、行車事故防制策略研擬、道路交通安全改善評估、督導裁決業務、車輛行車事故鑑定業務及辦理車輛行車事故鑑定覆議等事項。
- 運輸資訊科：智慧型運輸系統資訊整合分析、運輸資訊分析及資訊業務發展等事項。
- 秘書室：文書、檔案、出納、總務、財產管理、法制、公關、研考業務及不屬於其他各單位事項。
- 會計室：依法辦理歲計及會計事項。
- 統計室：依法辦理統計事項。
- 人事室：依法辦理人事管理事項。
- 政風室：依法辦理政風事項。

### 所屬機關
- 臺北市停車管理工程處
- 臺北市交通管制工程處
- 臺北市公共運輸處
- 臺北市交通事件裁決所
- 臺北市政府警察局交通警察大隊：非屬直接管轄機關，交通局僅是督導機關。

## 歷任局長
| 任次 | 姓名   | 就職時間                    | 備註                             |
| ---- | ------ | --------------------------- | -------------------------------- |
| 1    | 陳廉泉 | 77年3月1日－78年3月4日      |                                  |
| 2    | 譚木盛 | 78年3月5日－80年8月18日     |                                  |
| 3    | 林信成 | 80年8月19日－82年10月5日    |                                  |
| 4    | 唐雪舫 | 82年10月6日－83年12月24日   |                                  |
| 5    | 濮大威 | 83年12月25日－84年4月11日   |                                  |
| 6    | 賀陳旦 | 84年6月8日－87年12月24日    |                                  |
| 7    | 曹壽民 | 88年1月12日－90年7月31日    |                                  |
| 8    | 陳武正 | 90年8月1日－91年12月24日    |                                  |
| 9    | 林志盈 | 91年12月25日－95年12月24日  |                                  |
| 10   | 羅孝賢 | 96年1月16日－99年12月24日   |                                  |
| 11   | 林志盈 | 99年12月25日－102年2月28日  |                                  |
| 12   | 王聲威 | 102年3月1日－103年12月24日  |                                  |
| 13   | 鍾慧諭 | 103年12月25日－105年6月17日 | 前任鼎漢國際工程顧問公司副總經理 |
| 14   | 張哲揚 | 105年6月20日－106年10月15日 | 副局長代理局長                   |
| 15   | 陳學台 | 107年1月16日－111年12月25日 | 副局長代理局長                   |
| 16   | 謝銘鴻 | 111年12月25日－現任         |                                  |

## 外部連結
- 臺北市政府交通局 （页面存档备份，存于）（繁體中文）（英文）
- 臺北交通大家談的Facebook專頁